# 文心雕龍通論
《文心雕龍通論》是劉業超對於《文心雕龍》研究的著作，2012年由人民出版社出版，是中國学术界向十八大献礼的精品工程之一。此書是湖南省社科基金立項課題“現代文化視野中的文心雕龍系統研究”的結項成果，由上編、中編、下編三部分所組成。全書約178萬字。

## 內容
上編是「外緣論」，先是針對《文心雕龍》的「緒論」、接着分述了《文心雕龍》的時代、淵源、屬性、結構、書名、地位、研究以及版本。中編是「文心論」，分述了《文心雕龍》的范畴、本体、本质、形态、修养、萌发、构思、外化和接受。下編是「雕龍論」，分述了《文心雕龍》的范畴、形态、体式、风格、镕会、辞采、通变，以及《文心雕龙》的写作艺术论。其中写作艺术论分作上下兩編，一共27編。

## 評價
國民黨主席連戰認為，「先生学养深厚，呕心沥血以百万言著论，传承千古学术血脉，令人感佩」。人民日報評價此書「將古今中外熔於一爐」，「填补《文心雕龙》研究的历史空白」。報評又指出，作者以三教合一的視角觀察《文心雕龍》，是在《文心雕龍》上「獨標一格」的。
廣西師範學院教授盧斯飛認為，此書的突破了傳統學者認為劉勰所持的思想是儒家的局限，認為「儒家學說、道家學說、佛家學說」三者都是《文心雕龍》的指導思想，認為這種想法眼光獨到。他又指出作者主張《文心雕龍》並不只一般的寫作學著作，而是一本博大精深指導體系的多科學專著，認為這種看法視野開闊，目光宏大。中國《文心雕龍》學會副會長繆俊傑認為「作者以人类文化研究之最新理论成果，融汇中国古代理论之合理取向与价值取向。其研究，对“控引情源”之理论多所发挥，让读者得益匪浅」，對於《文心雕龍》的解讀總結了百年龍學的成果，可以幫助海外學者了解龍學。湘潭大學教授李劍波認為此書弘揚了中華民族博大精深的文化，而且系統化了《文心雕龍》的理論。而且在結合了1980年代王元化所提出的「綜合研究」的方法，做出了古和今、中與外的比較，回應了季羨林所說和中方文論和西方文論比較的期望。

## 獎項
- 获湘潭市第九届优秀社科成果一等奖
- 获湖南省第十六届优秀著作出版资助[2]